# Nymphula rivulalis
Nymphula rivulalis là một loài bướm đêm trong họ Crambidae.